# 市民の古代
市民の古代（しみんのこだい）とは、1979年（昭和54年）から1999年（平成11年）にかけておおむね年1回「市民の古代研究会」から発行されていた日本の古代史を中心にした歴史雑誌である。

## 概要
『市民の古代』とは「市民の古代研究会」の会誌に位置付けられていた出版物であり（古田武彦の近況や講演会などの行事の告知や活動報告、会員間の交流情報や、研究発表（短い物）を掲載した会報自体は「市民の古代ニュース」という名称で別に存在した。）、「市民の古代研究会」とは、古代史研究家である古田武彦の支持者を中心に組織された会である。当初は会員及び関係者限定で配布されていたが、そのうち限られた一部の一般書店でも取り扱われるようになり、新泉社から商業出版の形で刊行されるようになってからは広く一般書店で取り扱われるようになった。1988年（昭和63年）には「十周年記念号」として第10集を刊行するとともに入手が困難になっていた第1集から第7集までの分を収録した合本が2冊刊行されている。また1988年（昭和63年）以降本誌とは別に特定のテーマに絞った「別冊（別巻）」が不定期に計4回発行されている。
「市民の古代研究会」は「アマチュアの歴史研究会団体としては日本最大」とされるほどに会員数が増加し、それに伴って本誌も広く購読されるようになっていった。このように順調な歩みをたどっていた「市民の古代研究会」と本誌であるが、1990年代半ばになると『東日流外三郡誌』の偽書論争の影響で「市民の古代研究会」内部に激しい対立が生じるようになった。本誌の編集などを行っていた「市民の古代研究会」の運営に携わっていたメンバーが当時の古田の立場に批判的な者が多かったことから、古田を支持する者を中心に大量の脱退者を出して会が分裂するに至った。「市民の古代研究会」に残ったグループは本誌の発行を継続しようとしたが古田から論文や講演録の掲載を拒否され、特定の権威に依拠しない市民の会として独自路線を歩むことになった。しかし、会員が大幅に減少し財政的に困窮したことなどもあって年1回の発行も困難になり、第18集まで刊行を継続したものの、会は2002年12月に解散した。
古田を支持して会を脱退した人々は「古田史学の会」「多元的古代研究会」など複数の研究会を結成し、連合して年刊の雑誌『新・古代学』、『古代に真実を求めて 古田史学論集』(古田史学の会編)、『なかった　真実の歴史学』などを発行している。古田は1994年10月に出した著書『古代通史－古田武彦の物語る古代世界－』（原書房）の巻末において、同時点で古田を支持している諸団体の名称や連絡先を列挙した後に「（注）『市民の古代研究会』を名乗っている会は、私古田とは何の関係もありません。」と述べている。また現在古田を支持する団体が開設しているサイトにおいて「市民の古代索引」を見ることが出来るが、これはあくまで「同会の一会員がかつて所属していた会の情報を提供している。」という形を取っている。

### 入手方法
同誌は、「市民の古代研究会」の会誌に位置付けられていたことから、同会の会員に対して配布されていた。但し無償で配布されていたのは同会の会員の中でも高額の会費を支払っていた維持会員だけ（但し会員ひとりに一部のみ）で、一般の会員及び2部以上希望する維持会員は有償で購入することが出来るようになっていた。また古田武彦の講演会をはじめとする同会のさまざまな催しの場でも販売されており、会員以外の者でも購入することが出来た。その後「市民の古代研究会」の運営が軌道に乗り会員が増えるとともに本誌は一部の一般書店でも取り扱われるようになり、第5集及び第6集の編集後記には「本誌取扱店」として紀伊國屋書店梅田店を初め大阪府及び兵庫県に所在する7店舗が掲載されている。さらに青弓社から刊行されるようになってからは広く一般書店で取り扱われるようになり、新泉社から刊行されるようになってからはISBNコードを付与されるようになった。図書館では本誌を雑誌扱いで所蔵しているところと書籍扱いで所蔵しているところとが存在する。会の活動休止とともに書籍・雑誌としては全て絶版になり入手は不可能になってしまったが、別冊の一部はそのままの内容で書籍として再刊されており、また古田武彦の支持団体が開設しているサイトにおいて古田の講演録や論文を中心に閲覧することが出来る。

### タイトル等の変遷
本誌はタイトル・発行名義・出版者などに様々な変遷が見られる。
- タイトル
第1集では『古田武彦とともに』のタイトルで発行されており、第2集以降のタイトルは『市民の古代』となるとともに第10集までは「古田武彦とともに」のサブタイトルが付けられ『市民の古代 古田武彦とともに』となっていた。第11集以降は「古田武彦とともに」のサブタイトルは付けられておらず単に『市民の古代』となっていた。
- 発行名義
第1集のみ「古田武彦を囲む会」名義であり、第2集以後は「市民の古代研究会」名義となっている。
- 判型
第1集のみB5、第2集以降は全てA5で出版された。第1集は合本第1巻への収録に際しては各ページをそのまま縮小して収録している。
- 出版社
第1集は「古田武彦を囲む会」名義で自費出版の形で出されている。第2集からは同会の会員で書籍小売業及び出版業を行っていた中谷義夫（中谷書店）が出版名義人となり[4]、第6集で初めて商業出版社である青弓社から刊行され、第8集以降は新泉社から刊行されていた。第16集から第18集（最終号）まではビレッジプレスから出版されている。別冊（別巻）及び合本はすべて新泉社から刊行されていた。

## 内容
内容の大部分は古田武彦の講演録や論文とその他の者による論文である。「市民の古代研究会」の活動報告的な記事も若干掲載されることもあった、一般的な講演会などの「市民の古代研究会」の活動の告知や報告は別に発行されていた会報「市民の古代ニュース」に掲載されていた。

### 論文の執筆者
本誌に掲載されていた論文の執筆者は、大部分が古田武彦及び「市民の古代研究会」の会員である。同会の会員は大学に職のある研究者は中小路駿逸、原田実など、ごくわずかであり、大部分は一般市民や在野の研究者である。その中には藤田友治やいき一郎といった商業出版された古代史の著書を持つ者も若干はいるものの、本誌でしか執筆を確認出来ない人物も多い。また古田武彦の説について、個々の論点については異論を唱えることはあっても九州王朝説など古田の基本的な立場については賛同する者で占められていた。古田の講演録や論文は第15集を最後に掲載されなくなり、第16集以降は、古田の講演録に代わって高橋護、堅田直、直木孝次郎といった専門研究者の講演録が収録されている。

### 論文等のテーマ
論文や講演録のテーマはほぼ全て日本の古代史に関するものである。一部には中国・朝鮮半島などの古代東洋史や古田の古代史と並ぶもう一つの研究テーマである親鸞関係のものが掲載されることもあった。毎号「特集」として各号ごとに一つから二つの決められた特定のテーマに関連する論文が集中して掲載されていた。

## 書誌情報

### 本誌
- 『古田武彦とともに』創刊第1集 1978年（昭和53年）7月
- 『市民の古代　古田武彦とともに』第2集 1980年（昭和55年） 特集「教科書に書かれた古代史」
- 『市民の古代　古田武彦とともに』第2集増補版 1984年（昭和59年）6月
- 『市民の古代　古田武彦とともに』第3集 1981年（昭和56年）4月 特集「日本書紀の史料批判」
- 『市民の古代　古田武彦とともに』第4集 1982年（昭和57年）5月 特集「九州王朝説の新展開」
- 『市民の古代　古田武彦とともに』第5集 1983年（昭和58年）5月 特集「九州王朝の文化」
- 『市民の古代　古田武彦とともに』第6集 1984年（昭和59年）11月 特集「大化の改新と九州王朝」
- 『市民の古代　古田武彦とともに』第7集 1985年（昭和60年）11月 特集「好太王碑現地調査報告」
- 『市民の古代　古田武彦とともに』第8集 1986年（昭和61年）11月 特集「高句麗文化と楽浪墓」 ISBN 978-4-7877-8621-0
- 『市民の古代　古田武彦とともに』第9集 1987年（昭和62年）10月 特集「万葉集と多元史観」 ISBN 978-4-7877-8722-4
- 『市民の古代　古田武彦とともに』第10集 1988年（昭和63年）10月 特集「金石文を問う」（十周年記念号） ISBN 978-4-7877-8825-2
- 『市民の古代』第11集 1989年（平成元年）10月 特集「「九州年号」とは何か」ISBN 978-4-7877-8916-7
- 『市民の古代』第12集 1990年（平成2年）11月 特集「九州王朝の滅亡」ISBN 978-4-7877-9020-0
- 『市民の古代』第13集 1991年（平成3年）11月 特集「風土記の新局面」 ISBN 4-7877-9120-6
- 『市民の古代』第14集 1992年（平成4年）12月 特集「倭人伝と邪馬壹国」 ISBN 4-7877-9219-9
- 『市民の古代』第15集 1993年（平成5年）11月 特集「『三国志』里程論/「九州」論」 ISBN 4-7877-9321-7
- 『市民の古代』第16集 1994年（平成6年）11月 特集「縄文農耕と稲作/古事記と遊ぶ」 ISBN 4-938598-31-0
- 『市民の古代』第17集 1996年（平成8年）4月 特集「前方後円墳と「倭の五王」」 ISBN 4-9385-9840-X
- 『市民の古代』第18集 1999年（平成11年） 特集「「古事記」を語る」 ISBN 4-9385-9861-2

### 合本
出版元はいずれも新泉社である。なお、過去の会報をすでに所有している会員のために書き下ろし巻頭論文だけの別刷が古田の講演会会場限定で販売されていた。
- 『〈合本〉市民の古代　古田武彦とともに』　第1巻（第1集〜第4集） 1988年（昭和63年）11月 ISBN 978-4-7877-8819-1
第1集から第4集までを収録。
その他に古田武彦による書き下ろし巻頭論文「独創の海」と古田武彦著作一覧を収録している。
- 『〈合本〉市民の古代　古田武彦とともに』　第2巻（第5集〜第7集） 1988年（昭和63年）11月 ISBN 978-4-7877-8820-7
第5集から第7集までを収録。
その他に中小路駿逸による書き下ろし巻頭論文「古田武彦ノート」と古田武彦論争一覧を収録している。
- 『〈合本〉市民の古代　古田武彦とともに』　第3巻（第8集〜第10集） 1991年（平成3年）12月 ISBN 978-4-7877-9121-4
第8集から第10集までを収録。
その他に古田武彦と木佐敬久による巻頭対談「魏志倭人伝の新発見」と古田武彦著作・論争一覧補遺を収録している。

### 別冊・別巻
別巻1のみ当初「別冊」と称していたが後に「別巻」に統一されている。出版元はいずれも新泉社である。
- 『市民の古代・別冊1』 「聖徳太子論争」（家永三郎、古田武彦） 1989年（平成元年）10月 ISBN 978-4-7877-8913-6
- 『市民の古代・別巻2』 「「君が代」は九州王朝の讃歌」（古田武彦） 1990年（平成2年）7月 ISBN  4-7877-9012-9
- 『市民の古代・別巻3』 「「君が代」、うずまく源流」（古田武彦） 1991年（平成3年）6月ISBN 4-7877-9109-5
- 『市民の古代・別巻4』 「法隆寺論争」（家永三郎、古田武彦） 1993年（平成5年）5月 ISBN 4-7877-9305-5

以下のように新泉社から新装版が出版されている。
- 「新装 聖徳太子論争」（家永三郎、古田武彦） 2006年（平成18年）3月 ISBN 978-4-7877-0605-8
- 「新装 法隆寺論争」（家永三郎、古田武彦） 2006年（平成18年）3月 ISBN 978-4-7877-0604-1

## 参考資料
- 「新・古代学」編集委員会『新・古代学　古田武彦とともに 　第1集』新泉社、1995年（平成7年）
- 古田史学の会『古田史学論集　古代に真実を求めて　第1集』明石書店、1996年（平成8年）